# Kremenčuk
Kremenčuk (in ucraino Кременчук?; in russo Кременчуг?, Kremenčug) è una città ucraina (215 271 abitanti) nel distretto di Kremenčuk, nell'oblast' di Poltava. Ospita l'amministrazione del distretti di Kremenčuk e della comunità territoriale di Kremenčuk, una delle comunità territoriali dell'Ucraina.
Fino al 18 luglio 2020 Kremenčuk costituiva una città di rilevanza regionale e non apparteneva ad alcun distretto, anche se era il centro amministrativo del distretto di Kremenčuk. Come parte della riforma amministrativa dell'Ucraina, che ridusse a quattro il numero di distretti dell'oblast' di Poltava, la città fu integrata nel distretto di Kremenčuk.
Kremenčuk è un'importante città industriale dell'oblast' di Poltava situata sulle rive del fiume Dnepr.  

## Geografia fisica

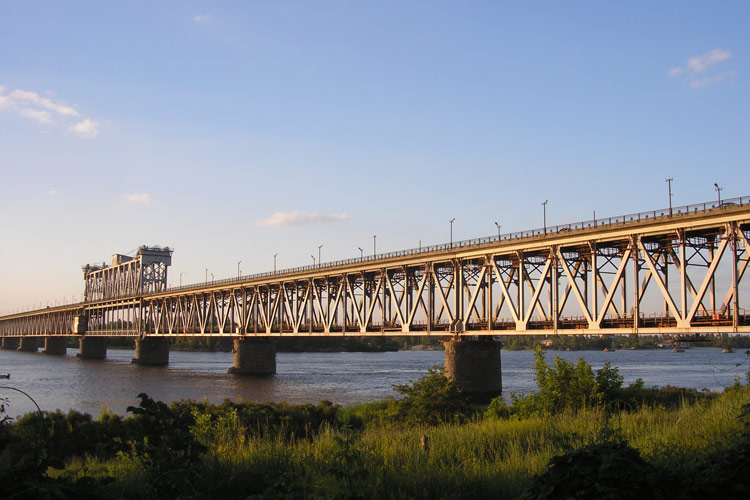
Ponte Krjukov

Kremenčuk si trova a valle del Bacino di Kremenčuk e a monte del Bacino di Dniprodzeržyns'k sul Dnepr. La città si sviluppa principalmente sulla riva sinistra del fiume, ma è collegata al quartiere Krjukov, sulla riva destra, mediante il ponte Krjukov. Si trova 93 km a sud-ovest di Poltava e 256 km a sud est di Kiev.

## Storia
Kremenčuk si suppone sia stata fondata nel 1571. Secondo una paretimologia, il nome consisterebbe di due parole: "kremen", ovvero chert (una varietà di quarzo simile alla selce) poiché la città è situata su una grande piattaforma fatta di questo materiale, e "čuk", dall'ucraino "čuju" ("sento"), un grido dei timonieri medievali in risposta al grido di "Kremen!" che risuonava quando i loro vascelli si avvicinavano alle rapide navigando lungo il fiume Dnepr. Un'altra spiegazione vuole che il nome derivi dal turco e significhi "piccola fortezza". Per la sua posizione al limite meridionale del tratto navigabile del Dnepr e punto di passaggio tra la Moscovia e il Mar Nero ha acquisito in passato una grande importanza commerciale e già nel 1655 era una ricca città cosacca. Nel 1625, al Lago Kurukove, a Kremenčuk venne firmato il Trattato di Kurukove fra Cosacchi e Polacchi.
Fu capoluogo del Governatorato di Novorossijsk.
Durante la Seconda guerra mondiale Kremenčuk ha sofferto pesantemente dell'occupazione nazista. Più del 90% degli edifici venne raso al suolo nel corso della guerra e la maggior parte della popolazione ebraica venne cancellata. Il 29 settembre, giorno in cui la città fu liberata dai nazisti nel 1943, è festeggiato come Giorno della Città.

## Società

### Evoluzione demografica
| 1866   | 1873    | 1897    | 1911    | 1920    | 1926    | 1939    |
| ------ | ------- | ------- | ------- | ------- | ------- | ------- |
| 20 000 | 37 600  | 58 600  | 72 900  | 74 400  | 57 300  | 89 600  |
| 1959   | 1970    | 1979    | 1989    | 1995    | 2001    | 2005    |
| 86 000 | 148 000 | 210 000 | 236 495 | 248 000 | 234 073 | 231 202 |

## Economia
Kremenčuk è una grande città industriale della regione di Poltava e uno dei maggiori centri industriali dell'Ucraina. Contribuisce per il 7% (2005) all'economia nazionale e al 50% dell'export della regione di Poltava. La città è sede della KrAZ, una delle maggiori industrie di autocarri dell'Europa orientale, della Ukrtatnafta, raffineria tra le più grandi d'Europa e di fabbriche di automobili, vagoni ferroviari, ruote, carbone e acciaio.
L'industria leggera della città comprende tabacchi (JTI), prodotti dolciari (Roshen), lavorazione della maglia, del latte e della carne.

## Infrastrutture e trasporti
Kremenčuk è uno dei più importanti nodi ferroviari dell'Ucraina Centrale (grazie alla sua posizione geografica e al ponte Kryukov sul fiume Dnepr) e un importante porto fluviale.

## Nella cultura di massa
- Kremenchug viene citata a pagina 17 nel preludio di La pianista bambina, romanzo dello scrittore e giornalista statunitense Greg Dawson.[6]
- A Kremenčuk avvengono i fatti di stregoneria narrati nel secondo racconto di "Storie di streghe", di Ludwig Bechstein. In particolare, in un imprecisato museo sarebbe conservata sotto alcol una creatura diabolica nota come "Furia infernale".

## Amministrazione

### Gemellaggi
- Svištov
- Providence
- Snina
- Michalovce
- Bitola
- Wenzhou
- Bydgoszcz
- Novomoskovsk (Oblast' di Tula)
- Berdjans'k
- Bila Cerkva
- Kolomyja